# سلام، مامان (فیلم ۲۰۲۱)
سلام مامان (چینی: 你好，李焕英; پین‌یین: Nǐ hǎo, Lǐ Huànyīng; ت.ت. 'Hello', 'Li Huanying' (به انگلیسی: Hi, Mom)) یک فیلم کمدی محصول سال ۲۰۲۱ از کشور چین با کارگردانی و نویسندگی جیا لینگ و با بازی جیا لینگ، شن تنگ، چن هی و ژانگ شیائوفی است.
این فیلم در ۱۲ فوریه ۲۰۲۱ (مصادف با سال نو چینی) منتشر شد و با بیش از ۸۴۸ میلیون دلار فروش گیشه به سومین فیلم پرفروش سال ۲۰۲۱؛ دومین فیلم پرفروش غیر انگلیسی تمام زمان‌ها؛ و پرفروش‌ترین فیلم ساخته‌شده توسط یک کارگردان زن تبدیل شد، که رکورد قبلی توسط زن شگفت‌انگیز (۲۰۱۷) را شکست. این فیلم انتقادهای مثبت فراوانی دریافت کرد و از طریق اخبار دهان به دهان به محبوبیت جهانی رسید.

## داستان
جیا زیائولینگ، پس از آنکه مادرش در یک تصادف اتومبیل در ۲۰۰۱ مجروح می‌شود، با غم و اندوه فراوان در زمان به سال ۱۹۸۱ سفر می‌کند، جایی که او دوست نزدیک مادرش در آن زمان می‌شود. جیا احساس می‌کند که او به اندازهٔ کافی دختر خوبی نبوده‌است از این رو پس از بازگشت در سال ۱۹۸۱ تصمیم می‌گیرد مادرش را خوشحال نگه دارد.

## جوایز
| تاریخ | جایزه                              | رده                       | گیرنده‌ها/نامزد | نتیجه    | منبع          |
| ----- | ---------------------------------- | ------------------------- | -------------- | -------- | ------------- |
| ۲۰۲۱  | سی و چهارمین دوره جوایز خروس طلایی | بهترین اولین کارگردانی    | جیا لینگ       | نامزدشده | [ ۱۳ ] [ ۱۴ ] |
| ۲۰۲۱  | سی و چهارمین دوره جوایز خروس طلایی | بهترین بازیگر زن          | ژانگ زیائوفی   | برنده    | [ ۱۳ ] [ ۱۴ ] |
| ۲۰۲۱  | سی و چهارمین دوره جوایز خروس طلایی | بهترین بازیگر نقش مکمل زن | لیو جیا        | نامزدشده | [ ۱۳ ] [ ۱۴ ] |